# Johannes A. Jehle
Johannes Alois Jehle (* 1961 in Illertissen) ist ein deutscher Biologe, Insektenvirologe und Phytomediziner.
Seine Forschungsschwerpunkte sind die Anwendung von Mikroorganismen und Viren zur biologischen Bekämpfung von Schadinsekten und der Entwicklung nachhaltiger Verfahren zum Pflanzenschutz. Er leitet das Institut für Biologischen Pflanzenschutz des Julius Kühn-Instituts in Darmstadt und ist außerplanmäßiger Professor an der TU Darmstadt. Er war Präsident der Society of Invertebrate Pathology 2016/2018.

## Leben und Wirken
Jehle erwarb 1980 sein Abitur am Kolleg der Schulbrüder in Illertissen. Nach dem Studium der Biologie an der Universität München und der Universität Göttingen mit Schwerpunkten in Botanik, Phytopathologie und Statistik führte er eine halbjährige Feldstudie zu indigenen Heilpflanzen und Heilmethoden in Westafrika durch. Von 1989 bis 1993 absolvierte er ein Aufbaustudium Phytomedizin an der Universität Göttingen und arbeitete an seiner Dissertation ("Sicherheitsaspekte der Gentechnologie: Verwandtschaft und Variabilität der Genome des Cryptophlebia leucotrata Granulovirus und des Cydia pomonella Granulovirus") an der Biologischen Bundesanstalt für Land- und Forstwirtschaft in Braunschweig. Seine Promotion zum Dr. rer. nat. erfolgte 1994 an der Technischen Universität Braunschweig.
Von 1994 bis 1996 war er Marie-Curie-Fellow am Department of Virology an der Universität Wageningen (Niederlande) bei J. M. Vlak, bevor er in den Pflanzenschutzdienst des Landes Rheinland-Pfalz eintrat. Am Dienstleistungszentrum Ländlicher Raum in Neustadt an der Weinstraße leitete er von 1997 bis 2009 die Arbeitsgruppe Biotechnologischer Pflanzenschutz, die sich mit Sicherheitsfragen der Gentechnologie und der Entwicklung von biologischen Pflanzenschutzverfahren befasste. Seit 2010 leitet Jehle das Institut für Biologischen Pflanzenschutz des Julius Kühn-Instituts in Darmstadt. 2006 habilitierte er sich an der Universität Mainz im Fach Genetik, seit 2012 ist er außerplanmäßiger Professor an der TU Darmstadt.

## Engagements (Auswahl)
- Mitglied der Deutschen Phytomedizinischen Gesellschaft e.V. (DPG)
- Mitglied der Deutschen Gesellschaft für allgemeine und angewandte Entomologie (DGaaE)
- Convenor der Working Group “Insect Pathogens and Entomopathogenic Nematodes” der IOBC/wprs, 2011–2017
- Council Mitglied der Society of Invertebrate Pathology (Secretary 2008–2010, President Elect 2014–2016, President 2016-2018, Past President 2018–2020)
- Seit 1998 Mitglied der Study Group Baculoviruses des International Committee on Taxonomy of Viruses (ICTV), (davon 2005–2009 Vorsitz)
- Seit 2012 Mitglied der ICTV Study Group Hytrosaviruses
- Mitglied des wissenschaftlichen Beirats des Forschungsinstituts für biologischen Landbau (FiBL) Schweiz (seit 2018)

## Publikationen (Auswahl)
- JEHLE, J. A., NICKEL, A., VLAK, J.M., BACKHAUS, H. (1998). Horizontal escape of the novel Tc1-like lepidopteran transposon TCp3.2 into Cydia pomonella granulovirus. Journal of Molecular Evolution 46, 215–224.
- LANGE, M. JEHLE, J. A. (2003). The genome of Cryptophlebia leucotrata granulovirus (CrleGV). Virology 317, 220–236.
- JEHLE, J. A., LANGE, M., WANG, H., HU, Z.-H., WANG, Y., HAUSCHILD, R. (2006). Molecular identification and phylogenetic analysis of baculoviruses of Lepidoptera. Virology 346, 180–196.
- JEHLE, J. A., BLISSARD, G. W., BONNING, B. C., CORY, J. HERNIOU, E. A., ROHRMANN, G. F., THEILMANN, D. A., THIEM, S. M., VLAK, J. M. (2006). On the classification and nomenclature of baculoviruses: A proposal for revision. Archives of Virology 151, 1257–1266.
- ASSER-KAISER, S., FRITSCH, E., UNDORF-SPAHN, K., KIENZLE, J., EBERLE, K. E., GUND, N. A., REINEKE, A., ZEBITZ, C. P. W., HECKEL, D. G., HUBER, J., JEHLE, J. A. (2007). Rapid emergence of baculovirus resistance in codling moth due to dominant, sex-linked inheritance. Science 318, 1916–1918.
- NGUYEN THU, H., JEHLE, J. A. (2007). Seasonal and tissue-specific expression of Cry1Ab in Bt corn. Journal of Plant Disease and Protection 114, 82–87.
- WANG, Y., BININDA-EMONDS, O. R. P., VAN OERS, M. M., VLAK, J. M., JEHLE, J. A. (2011). The genome of Oryctes rhinoceros nudivirus provides novel provides novel insights into the evolution of nuclear arthropod-specific large circular double-stranded DNA viruses. Virus Genes 42, 444–456.
- EBERLE, K. E., WENNMANN, J. T., KLEESPIES, R. G., JEHLE, J. A. (2012). Methods in Insect Virology in: Manual of Techniques Insect Pathology (2nd edit.), Editor: L. Lacey. Elsevier.
- GEBHARDT, M., EBERLE, K.E., RADTKE, P., JEHLE, J. A. (2014). Baculovirus resistance in codling moth is virus-isolate dependent and the consequence of a mutation in viral gene pe38. Proceedings of the National Academy of Sciences ot the United States of America (PNAS) 111 (44), 15711–15716.
- SAUER, A., FRITSCH, E., UNDORF-SPAHN, K., NGUYEN, P., MAREC, F., HECKEL, D., JEHLE, J. A. (2017). Novel resistance to Cydia pomonella granulovirus (CpGV) in codling moth shows autosomal and dominant inheritance and confers cross-resistance to different CpGV genome groups. PLOS ONE : 1–17.